# Сыть скученная
Сыть скученная (лат. Cyperus glomeratus) — однолетнее травянистое растение; вид рода Сыть (Cyperus) семейства Осоковые (Cyperaceae).

## Распространение и экология
Ареал вида включает южную часть Европы, Западную и Центральную Азию, Северный Китай.
Растёт на влажных местах, по берегам рек, по отмелям, в рисовых посевах.

## Ботаническое описание
Стебли немногочисленные, большей частью одиночные, прямые, остротрёхгранные, гладкие, 10—80 см высотой.
Листья линейные, более или менее широкие, большей частью короче стебля, по краям голые.
Соцветие зонтиковидное, с неравными лучами, несущими на концах очень густые шаровидные или удлиненные головки колосков, у основания с 2 — 3 листьями, из которых 2 или все в несколько раз превышают соцветие. Колоски линейные, 6—10 мм длиной, 1 мм шириной; кроющие чешуи линейно-ланцетные, наверху тупые, плоско усеченные, красновато-бурые или ржавые, с зелёным килем, с неясными жилками. Тычинок 3. Столбик наверху трёхраздельный.
Орешек продолговато-линейный, трёхгранный.

## Таксономия
|  |                                      |  |                                                             |                                                             |                    |  | ещё 17 семейств (согласно Системе APG II) | ещё 17 семейств (согласно Системе APG II) |                    |  |  |  | около 600 видов |
|  |                                      |  |                                                             |                                                             |                    |  | ещё 17 семейств (согласно Системе APG II) | ещё 17 семейств (согласно Системе APG II) |                    |  |  |  | около 600 видов |
|  |                                      |  |                                                             | порядок Злакоцветные                                        |                    |  |                                           |                                           | род Сыть           |  |  |  |                 |
|  |                                      |  |                                                             | порядок Злакоцветные                                        |                    |  |                                           |                                           | род Сыть           |  |  |  |                 |
|  | отдел Цветковые, или Покрытосеменные |  |                                                             |                                                             | семейство Осоковые |  |                                           |                                           | вид Сыть скученная |  |  |  |                 |
|  | отдел Цветковые, или Покрытосеменные |  |                                                             |                                                             | семейство Осоковые |  |                                           |                                           |                    |  |  |  |                 |
|  |                                      |  | ещё 44 порядка цветковых растений (согласно Системе APG II) | ещё 44 порядка цветковых растений (согласно Системе APG II) |                    |  |                                           | ещё до 120 родов                          | ещё до 120 родов   |  |  |  |                 |
|  |                                      |  |                                                             | ещё 44 порядка цветковых растений (согласно Системе APG II) |                    |  |                                           |                                           | ещё до 120 родов   |  |  |  |                 |